# Hémon Raguier
Pour les articles homonymes, voir Raguier.

## Biographie
Hémon II Raguier, (v.1350- Tours le 2 novembre 1433), fils de Hémon I Raguier dont on ignore le nom de son épouse. Seigneur de L'Haÿ, d'Esternay, La Motte-Tilly, Thionville, Villeneuve, Soligny, Estrelles, Ville- Juisve (Villejuif), Palaiseau (arrière fief de Simon du Mesnil-Simon), et l'Aunay-Villiers (La Tournelle) et de fiefs à Arcueil, baron de Payns.
Il débuta dans la carrière comme clerc de la chambre aux deniers de la reine Isabeau.
Nommé le 25 mai 1393 argentier du roi Charles VI et de la reine Isabeau de Bavière à Paris, jusqu'en 1420, aux gages de 100 livres par an. 
Le 29 juillet 1411, par lettres patentes datées de Jargeau, Charles d'Orléans reconnaît devoir « A son très cher et bien aimé Hémon Raguier conseiller et trésorier de sa très redoutée dame a reine, la somme de iii je livre tournois que ledit Hémon avait prêtée à lui duc d'Orléans à son très grand besoin et qu'il s'engage à lui payer ce jour de la Purification de Notre-Dame prochain venant » (2 février 1412). Trésorier des Guerres à partir du 17 août 1413 et c'est son fils Antoine Raguier qui lui succède à ce poste le 1er octobre 1433
Le dernier compte d'Hémon Raguier allant du 1er mars 1425 au 30 septembre 1433 ne fut rendu après sa mort qu'en 1441 par ses fils Charles et Louis
Il refuse de voir appliquées les clauses du Traité de Troyes en date du 21 mai 1420 et rejoint à Bourges le dauphin de France, Charles, le futur roi Charles VII, dont il deviendra le trésorier des Guerres.
Tous ses biens furent saisis par les Anglais en 1423 au bénéfice de la reine Isabeau au prétexte de dédommagement des sommes que celui-ci lui devait dont: une maison rue des Blancs-Manteaux tenant à l'église ; trois maisons rue de Paradis, une maison rue Vieille du Temple aboutissant derrière aux Poulies et des héritages sis à Arcueil. Il finit par récupérer ses biens et en 1433 accompagnant le roi a Tours, il tombe malade et meurt.

## Famille
Deux versions s'attachent aux origines de la famille Raguier. 
Dans la première, les chroniqueurs indiquent qu'elle serait originaire de Bavière et qu'elle se serait installée en France à la suite de la reine Isabeau de Bavière. La deuxième, beaucoup plus probable, la situe comme une ancienne famille bourgeoise originaire de Troyes, connue dès le XIIIe siècle.
Hémon Raguier est anobli par le roi Charles VI en avril 1404. Il est seigneur de nombreux fiefs et principalement de L'Haÿ, aujourd'hui, L'Haÿ-les-Roses, dans le Val-de-Marne, où il fait édifier le château de La Tournelle. C'est dans cette demeure que mourût le comte Jean de Dunois, compagnon d'armes de Jeanne d'Arc, en 1468. L'édifice a été détruit sous la Révolution française. Le château de La Tournelle fut confisqué par Isabeau de Bavière en 1423 et rendu à la famille Raguier en 1436. Hémon Raguier était mort à Tours depuis le 2 novembre 1433.

### Mariages
Hémon Raguier épouse : 
- En premières noces (1392), Gillette de La Fontaine, morte le 19 septembre 1404 à Paris dont neuf enfants:
  - Jacques Raguier (13/03/1393 -1465), seigneur d'Esternay, général des finances en Normandie, évêque d'avranches
  - Jeanne Raguier (04/03/1394), épouse de Philippe de Marie écuyer, fils d'Henri de Marie, chancelier de France, sans postérité.
  - Isabelle Raguier (04 ou 09 septembre 1396), filleule de la reine Isabeau. Épouse en premières noces : Guillaume Thoreau seigneur de Boispouly, mort après 1416. Conseiller du roi de Jérusalem et de Sicile, maître des requêtes de l'hôtel du roi et en secondes noces Jean de Coué, seigneur de Bois-Rogue, mort après 1424, et en troisième noces après 1424: Jean de Rochechouart, seigneur de Couron ou Voulons, La Couture et La Boulaye.
  - Gérarde Raguier, née le 18 février 1397
  - Charlotte Raguier, née le 4 juin 1399
  - Charles Raguier, né le 6 décembre 1400 mort jeune.
  - Louis Raguier(1401-1488),  évêque de Troyes [6] ;

- En secondes noces,Guillemette de Vitry, aux termes du contrat de mariage du 5 mai 1405 :
  - Antoine Raguier, mort après le 15 mai 1468 et avant le 17 juillet 1476, seigneur de Thionville, La Motte-Tilly, et D'Esternay, L'Hay, conseiller et trésorier des guerres du roi Charles VII. (Parrain de Dreu Budé, seigneur d'êtres 1455-1528 ). Épouse le 1 ou 5 août 1441 Jacquette Budé, dame de Montreuil-sous-Bois, 17 juillet 1476, fille de Dreu Budé.
  - Michel Raguier, époux de Alix de
  - Hémonet Raguier, reçoit en 1446 la somme de 200 livres du roi pour ses services à la guerre. Capitaine d'Angles (1451).
  - Marguerite Raguier, épouse de Jean de Champgirault.
  - Denise Raguier épouse de Charles de Carlier, mort avant le 13 août 1459, seigneur de la Brosse-Carlier, maître des comptes du Duc de Bourbon chancelier d'Orléans
  - Jeannette Raguier
  - Isabeau Raguier, épouse  Jean Méliart[7]

### Fratrie
Il est le frère de :
- Raymond Raguier (1350-1421), seigneur d'Orsay, ancien Maître de la Chambre des deniers du roi Charles VI, qui avait rejoint le dauphin à Bourges dès 1418 pour exercer les fonctions d'intendant - mort à Bourges le 11 août 1421.

## Armoiries de la famille Raguier
| Armoiries | Description                                                    |
| --------- | -------------------------------------------------------------- |
|           | D'argent, au sautoir de sable, cantonné de quatre perdrix d'or |